# Heřmaň (Písek)
Heřmaň é uma comuna checa localizada na região da Boêmia do Sul, distrito de Písek.